# 1974-es magyar gyeplabdabajnokság
Az 1974-es magyar gyeplabdabajnokság a negyvennegyedik gyeplabdabajnokság volt. A bajnokságban hét csapat indult el, a csapatok három kört játszottak.
A MÁVAUT Volán SC új neve Volánbusz SC lett.

## Tabella
| #  | Csapat               | M  | Gy | D | V  | G+ | G- | P  |
| -- | -------------------- | -- | -- | - | -- | -- | -- | -- |
| 1. | Bp. Építők           | 18 | 15 | 3 | 0  | 44 | 7  | 33 |
| 2. | Volánbusz SC         | 18 | 12 | 4 | 2  | 64 | 9  | 28 |
| 3. | Kinizsi Sörgyár SK   | 18 | 9  | 3 | 6  | 37 | 23 | 21 |
| 4. | Gödöllői Ganz-Vasas  | 18 | 9  | 3 | 6  | 17 | 15 | 21 |
| 5. | Budai Pedagógus      | 18 | 5  | 2 | 11 | 30 | 25 | 12 |
| 6. | Autótaxi SK          | 18 | 2  | 2 | 14 | 14 | 56 | 6  |
| 7. | XVI. ker. Tanács KSE | 18 | 2  | 2 | 14 | 14 | 85 | 6  |

* M: Mérkőzés Gy: Győzelem D: Döntetlen V: Vereség G+: Ütött gól G-: Kapott gól P: Pont